# Cavendishia herrerae
Cavendishia herrerae är en ljungväxtart som beskrevs av J. L. Luteyn och J. F Morales. Cavendishia herrerae ingår i släktet Cavendishia och familjen ljungväxter. Inga underarter finns listade i Catalogue of Life.